# La Vida Sin Amor
«La Vida Sin Amor» es una canción original de Il Divo para su disco Siempre (2006), escrita y producida por Gómez, David Kreuger, Per Magnusson, Pititi, Rogado, Saggese.

## Letra
La canción hace referencia a la frase célebre de Platón sobre vivir sin amor:

Aquel a quien el amor no toca, camina en la oscuridad.
Platón